# Всеобщие выборы в ЦАР (2020—2021)
Всеобщие выборы в Центральноафриканской Республике проходили 27 декабря 2020 года и 14 марта 2021 года для избрания президента и депутатов Национального собрания. Первоначально 2-й тур выборов в парламент планировалось провести 14 февраля 2021 года.
Голосование не состоялось во многих районах страны, контролируемых вооруженными группами, в результате чего некоторые центральноафриканские СМИ и оппозиционные кандидаты описали выборы как фарс и мошенничество. Около 800 избирательных участков страны, 14 % от общего числа, были закрыты из-за всплеска насилия. Во время 1-го тура голосование не проводилось в 29 из 71 субпрефектур, в то время как в шести других было проведено только частичное голосование, прежде чем оно было закрыто из-за запугивания избирателей.
Предварительные результаты от 4 января 2021 года показали, что президент Фостен-Арканж Туадера победил на выборах, набрав 54 % голосов. Явка составила 76,3 %.
13 февраля 2021 года президент Туадера объявил о проведении 2-го тура выборов в некоторых районах и нового 1-го тура в районах, которые контролировались повстанцами во время декабрьских выборов. Соответствующие выборы по всем округам состоятся 14 марта.

## Предвыборная обстановка
Предыдущие президентские выборы 2015—2016 годов были первыми, проведёнными в соответствии с новой Конституцией, принятой в 2015 году, учредившей Шестую республику. Независимый кандидат Фостен-Арканж Туадера победил на выборах и вступил в должность 30 марта 2016 года.
На избирательный процесс 2020—2021 годов повлиял ряд препятствий. Выборы в декабре 2020 года проходили во время пандемии Covid-19, что вызвало опасения по поводу возможной отсрочки голосования. Однако Конституция запрещала любое дальнейшее продление срока полномочий действующего президента сверх срока его полномочий, который для Туадеры истекал 29 марта 2021 года. Летом 2020 года правительство пыталось внести поправки в Конституцию, однако проект был отклонён Конституционным судом 5 июня 2020 года. Кроме этого, в стране все ещё действовала миротворческая операция ООН по стабилизации обстановки в стране, а две трети страны контролировались мятежными вооруженными группами.
В начале сентября Конституционный суд дал Национальному избирательному комитету срок до 27 сентября опубликовать обновлённый список избирателей. 10 сентября оппозиция и несколько гражданских групп публично заявили, что выборы, вероятно, будут отложены и в случае продления президентских и парламентских сроков требовали формирования правительства национального единства. Со своей стороны Национальный избирательный комитет объявил, что, хотя регистрация избирателей будет отложена до 8 октября по техническим причинам, голосование пройдёт как и планировалось. Первый раунд по-прежнему был назначен на 27 декабря 2020 года.

## Избирательная система
Президент ЦАР избирается большинством голосов на пятилетний срок с возможностью продления только один раз. Избирается кандидат, получивший абсолютное большинство голосов при первом туре голосования. Если большинство не получено, между двумя лучшими кандидатами проводится второй тур для определения победителя.

## Результаты
Согласно предварительным результатам, объявленным 4 января 2021 года Национальным избирательным комитетом, Фостен-Арканж Туадера был переизбран на второй срок, набрав 53,92 % голосов. Анисе-Жорж Дологеле занял второе место. Явка зарегистрированных избирателей составила 76,3 %.
18 января Конституционный суд подтвердил победу президента Фостен-Арканжа Туадеры с 53,16 % голосов, но заявил, что явка составила лишь 35,25 %. Анисе-Жоржа Дологеле получил 21,69 %. Суд отклонил иск, поданный 13 из 16 оставшихся кандидатов, которые утверждали, что победа Туадеры была результатом «массового мошенничества» и отсутствия безопасности. В результате Конституционный суд аннулировал или изменил результаты на некоторых избирательных участков из-за нарушений, но заявил, что это не могло повлиять на общий результат. Верховный судья Даниэль Дарлан заявила: «Часть центрально-африканского народа, находящаяся в состоянии войны, была лишена (возможности выборов) актами террора, … но, несмотря на это, народ послал решительный и чёткий сигнал тем, кто его запугивал, тем, кто говорили ему не голосовать, и всему миру».
После выборов на улицах Банги было намного тише, чем обычно, и многие жители высказывали опасение о нападении повстанцев. Повстанцы атаковали место на окраине города, прежде чем были отброшены 13 января. С декабря 2020 года 60 тыс. человек бежали от насилия, многие из них искали убежища в Демократической Республике Конго.

### Президентские выборы
| | Фостен-Арканж Туадера               | Движение объединённых сердец                                    | 346 687 | 53,92 |  |  |
| | Анисе-Жорж Дологеле                 | Союз за центральноафриканское обновление                        | 135 081 | 21,01 |  |  |
| | Мартен Зигеле                       | Движение за освобождение центральноафриканского народа          | 47 948  | 7,46  |  |  |
| | Дезире Колингба                     | Центральноафриканское демократическое объединение               | 24 381  | 3,79  |  |  |
| | Крепен Мболи-Гумба                  | Африканская партия за радикальные перемены и объединение страны | 20 298  | 3,16  |  |  |
| | Сильвен Патассе                     | Центральная Африка — Новый момент                               | 9250    | 1,44  |  |  |
| | Огюстен Агу                         | Возрождение за устойчивое развитие                              | 9009    | 1,40  |  |  |
| | Жан-Серж Бокасса                    | Kodro Ti Mo Kozo Si                                             | 8907    | 1,39  |  |  |
| | Маамат Камун                        | Центральная Африка для всех нас                                 | 7833    | 1,22  |  |  |
| | Александр-Фердинанд Н’Гендет        | Объединение в поддержку республики                              | 6984    | 1,09  |  |  |
| | Катерин Самба-Панза                 | Независимый                                                     | 5526    | 0,86  |  |  |
| | Карим Меккассуа                     | Дорога надежды                                                  | 5153    | 0,80  |  |  |
| | Элуа Ангимате                       | Национальная конвенция                                          | 3975    | 0,62  |  |  |
| | Серж Джори                          | Коллектив альтернативной политики за новую Центральную Африку   | 3673    | 0,57  |  |  |
| | Кириак Гонда                        | Национальная партия за новую Центральную Африку                 | 3265    | 0,51  |  |  |
| | Арисид Бриан Ребоа                  | Христианско-демократическая партия                              | 2593    | 0,40  |  |  |
| | Николя Тиангэ                       | Республиканская конвенция за социальный прогресс                | 2393    | 0,37  |  |  |
| |                                     |                                                                 |         |       |  |  |
| Действительных бюллетеней                                                                                      | Действительных бюллетеней           | Действительных бюллетеней                                       | 642 956 | 92,49 |  |  |
| Недействительных/пустых бюллетеней                                                                             | Недействительных/пустых бюллетеней  | Недействительных/пустых бюллетеней                              | 52 170  | 7,51  |  |  |
| Всего | Всего                               | Всего                                                           | 695 126 | 100   |  |  |
| Не голосовало                                                                                                  | Не голосовало                       | Не голосовало                                                   | 215 658 | 23,68 |  |  |
| Зарегистрированных избирателей/Явка                                                                            | Зарегистрированных избирателей/Явка | Зарегистрированных избирателей/Явка                             | 910 784 | 76,32 |  |  |
| Источник: FRICA24TV/status/1346202541894340608/photo/2 Autorité nationale des élections. Résultats provisoires |                                     |                                                                 |         |       |  |  |